# اسیری لاهیجی
شمس‌الدین محمد بن یحیی بن علی لاهیجی نوربخشی معروف به شمس‌الدین محمد لاهیجی و متخلص به فدائی یا اسیری از اعاظم و افاضل عرفای قرن نهم هجری بود. از سال ولادت او اطلاع دقیقی در دست نیست. اینکه برخی از معاصران او را متولد حدود سال ۸۴۰ قمری دانسته‌اند وی در ۸۴۹ق که دست ارادت به سید محمد نوربخش (درگذشته ۸۶۹ قمری) داده، در «عنفوانِ شباب» بوده‌است، جوانی که «علوم صوریه» را تحصیل کرده بود و می‌توانست به تنهایی و پنهان از بستگان به سفر رود، در این هنگام ظاهراً بایستی در حدود ۶ یا ۷ ساله بوده باشد، از این‌رو می‌توان گفت که ولادت او به تقریب در حدود سال ۸۳۳ق و قطعاً در لاهیجان یا نواحی آن بوده‌است.

## آثار
شهرت بیشتر لاهیجی به واسطه شرح گلشن راز شیخ محمود شبستری است که شرحی است به فارسی به نام مفاتیح‌الاعجاز فی شرح گلشن راز.
شمس‌الدین به علت اطلاع وسیعی که از انواع علوم رسمیه و احاطه‌ای که بر علم کلام و حکمت و تصوف علمی و عملی داشت، مسائل ذوقی عرفان را در مواردی که دور از ادراک عقل بوده با استدلالات علمی توأم ساخت و بدین وسیله آنها را به ادراک نزدیک کرد. کتاب‌های دیگر مثنوی اسرار الشهود و دیوان اشعار است.
آثار منظوم او، اعم از مثنوی و غزل، از لحاظ لفظ و معنی متأثر از آثار مولوی و حافظ است. این تأثیر، البته در غزلیات اسیری بسیار آشکار است. او با مثنوی مولوی آشنا بوده‌است، و به قول خود، دفتر آن اثر، جان او را حیات بخشیده، و به او «جام شراب وحدت» نوشانده‌است.